# 阿拉科爾·米爾佐揚
阿拉科爾·米爾佐揚（1989年10月21日—）是亞美尼亞舉重運動員，曾代表國家參加2012年倫敦奧運的69公斤級舉重比賽，未獲得獎牌。